# Heterochlorillus
Heterochlorillus is een geslacht van wantsen uit de familie van de Miridae (Blindwantsen). Het geslacht werd voor het eerst wetenschappelijk beschreven door V.G. Putshkov in 1970.

## Soorten
Het genus bevat de volgende soorten:

- Heterochlorillus amygdali (Linnavuori, 1965)
- Heterochlorillus nathaliae (Josifov, 1974)